# Elogio di Molière
L′Elogio di Molière (Éloge de Molière) è un'opera elogiativo-biografica dell'astronomo e letterato francese Jean Sylvain Bailly, che celebra la memoria del commediografo Molière. L'opera ottenne l'accessit al prix d'eloquence dell'Académie française.

## Elaborazione dell'opera
Se Jean Sylvain Bailly intraprese la carriera di biografo puramente per ambizione e con l'intento di diventare segretario perpetuo dell'Accademia delle scienze non è del tutto chiaro. Sappiamo che Bailly ebbe un flirt con le belles-lettres prima di scoprire la matematica; sappiamo anche che per tutta la vita continuò a scrivere poesie occasionali; abbiamo anche la testimonianza di Lalande secondo cui «il suo gusto per la letteratura lo rilassava dal suo lavoro astronomico». Quello che sappiamo è anche che l'insigne matematico D'Alembert consigliò a Bailly di scrivere biografie elogiative di illustri personaggi del passato, perché era necessario per l'avanzamento di carriera nel mondo accademico.
Incoraggiato senza dubbio dal successo dell'elogio a Leibniz all'Accademia di Berlino e dall'elogio di Corneille all'Accademia di Rouen, Bailly ritornò nel 1769 al tribunale accademico dell'Académie française con il suo Éloge de Molière, che vinse l′accessit al prix d'eloquence. Il vincitore del concorso fu però lo scrittore Chamfort. «Tuttavia — come scrive, un biografo di Bailly, François Arago — [...] forse mi permetto di affermare che, nonostante una certa inferiorità di stile, il discorso di Bailly ha offerto un più ordinato, più vero e più filosofico apprezzamento dei pezzi principali di questo poeta immortale [rispetto all'elogio di Chamfort]».

## Contenuto
Questo lavoro, anche se stilisticamente di qualità inferiore rispetto all'elogio su Corneille, offre una discussione ancora più ampia delle finalità e dei metodi del teatro e sui loro collegamenti con la filosofia.
È, infatti, anche come filosofo e come discepolo di Gassendi che Molière viene valutato. Bailly scrive: «Molière non fu meno filosofo che poeta. In tutti i secoli, i grandi poeti e i grandi filosofi sono stati rari; ma, ciò che è ancora più raro, ciò che rende Molière inimitabile, è che lui è sia l'uno che l'altro».
Il maggiore contributo di Molière al teatro fu, secondo Bailly, l'applicazione delle tecniche del drammaturgo Pierre Corneille nella commedia, cioè, egli fu il primo autore di commedie a rendere i personaggi più che la trama la principale fonte d'interesse, realizzando nelle commedie quella che era stata la principale innovazione di Corneille nelle tragedie. Inoltre era stato sempre Molière ad aver compreso, per primo, l'importanza dell' "incidente" nella commedia.

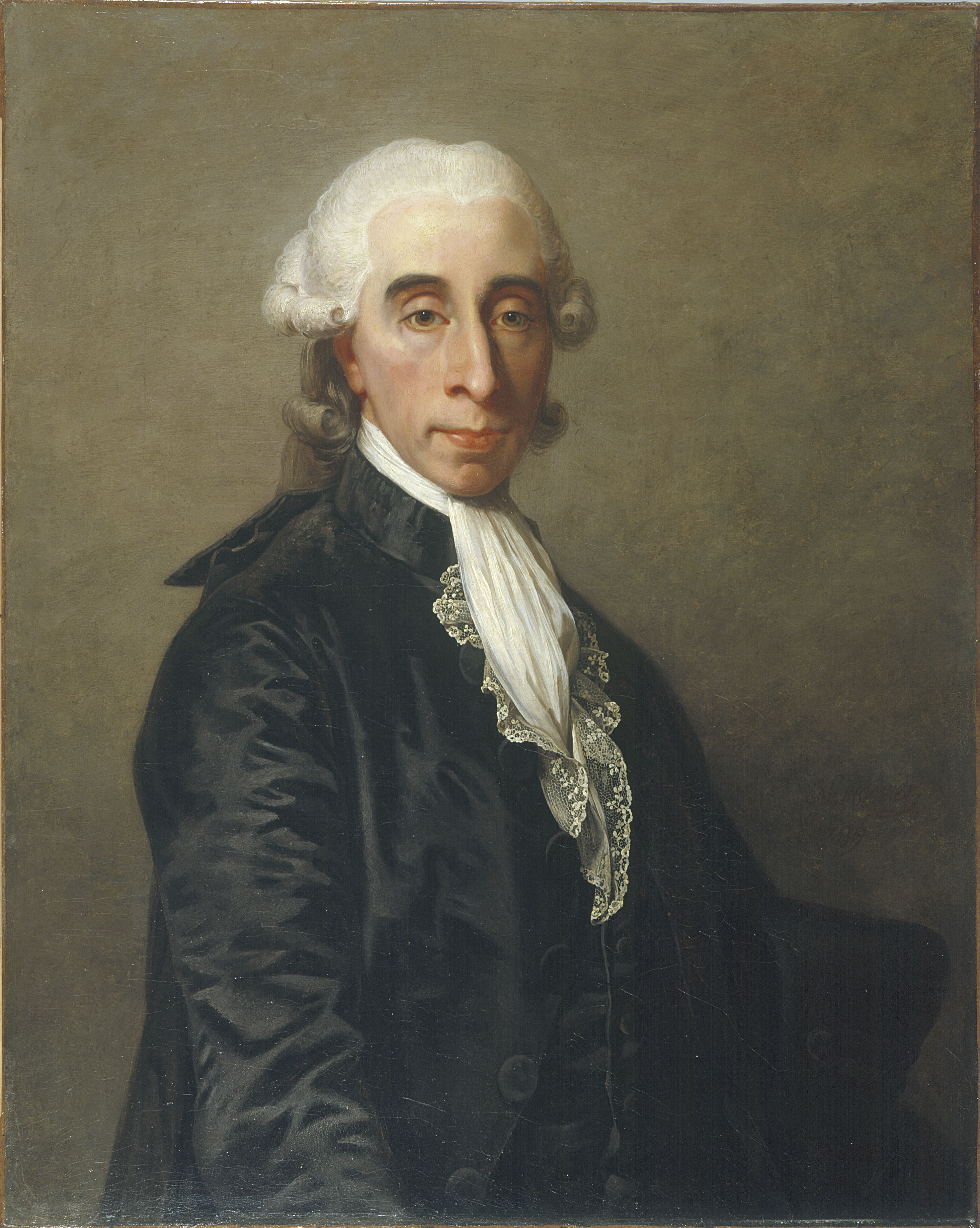
Jean Sylvain Bailly.

Bailly distingue tra le opere in cui il protagonista determina l'azione — e cita ad esempio Il Tartuffo e L'avaro in questa categoria — e le altre opere in cui è l'azione che, partendo da figure e personaggi secondari, sviluppa e plasma il personaggio principale, come Il misantropo.
Sentendo la necessità di un unico perno su cui girasse la pièce, Molière si è limitato inizialmente alla singola trama; nelle sue opere successive, tuttavia, è riuscito a costruire anche altre sotto-trame altrettanto dipendenti dalla figura centrale.
In pratica Molière aveva rotto, nella commedia, una delle tre unità aristoteliche: l'unità d'azione. Bailly non riesce a sfruttare bene il concetto di "philosophe" mentre tratta la scenotecnica di Molière, anche se suggerisce una linea di pensiero quando osserva
che: «Tutto è narrato, e tutto sembra in azione». È stato il potere analitico di Molière, la sua abilità a «penetrare l'uomo attraverso l'uomo» che attirava Bailly, e lui attribuiva questa tendenza analitica all'influenza di Gassendi. «Se Gassendi non avesse insegnato a Molière, forse le lezioni da filosofo sarebbero mancate a questo poeta».
Curiosamente l'ammirazione verso Molière da parte di Bailly persiste a dispetto di quelli che lui considerava fossero attacchi ripetuti alla scienza. «Ha scritto Le donne intellettuali, il cui titolo sembra portare alle donne secondo cui la scienza è ridicola; ma vediamo dall'opera che l'autore voleva portare a questa stessa scienza [ridicola].»
Ed inoltre, per Bailly, Molière «ha tentato di rovesciare il trono della medicina, di questa scienza che si basa su una costante osservazione e il cui destino è quello di avere comunque una marcia incerta». Ma Bailly non va fuori di testa nella sua valutazione come invece aveva fatto Rousseau nella sua critica a Molière (nella Lettre à d'Alembert sur les spectacles del 1758).
Molière viene scusato da Bailly con un ammonimento sui pericoli dell'«antidoto che è spesso di per sé un veleno».
Bailly ci tiene inoltre a dimostratre il valore morale del teatro. «Corneille, illustrando il suo teatro, illumina la nazione che applaude le sue commedie, i teologi che le condannano, e Bourdaloue che sale su un pulpito per dedicare un anatema [proprio contro queste commedie]». Similarmente, Molière mira a «formare dei cittadini e degli uomini».
(Bailly nell′Éloge de Molière.)
Questa parte dell'elogio è rivolta specificamente, se tardivamente alla Lettre sur les spectacles scritta da Rousseau. Rousseau aveva obiettato che la lezione morale, se anche ci fosse, ne Il misantropo, era oscurata o annullata dalla manipolazione del personaggio principale. Bailly cerca inoltre di convincere il lettore che Molière «rende il personaggio comico senza farlo sembrare ridicolo».
È interessante notare come Bailly tracci anche un'analogia tra l'arte e la storia come fonti di istruzione morale, ma che, in ultima analisi, deve essere il giudizio dello spettatore ad interpretare la lezione.
Allo stesso modo, risponde alla critica del vescovo moralista Bossuet a Molière, secondo il quale questi aveva «diffuso i benefici di una tolleranza infame dei mariti» e aveva sollecitato «le donne ad una vendetta vergognosa». Bailly risponde, con spirito molto moderno: «Lo scopo di Molière può essere ignorato? Egli mostra ne La scuola dei mariti, ne La scuola delle mogli, i pericoli ai quali l'innocenza è esposta in uno stato di schiavitù e di ignoranza; egli insegna che non si può essere virtuosi senza essere liberi e senza essere illuminati».
E contro il pregiudizio esistente verso gli attori e la recitazione, un pregiudizio intimamente legato alla moralità del teatro, Bailly si mostra tanto difensore degli attori quanto del drammaturgo. «Fino a quando i pregiudizi continueranno a stare alla porta del santuario del gusto, che il governo mette in ombra, e dove la più bella delle arti può ispirare virtù?»
(Bailly nell′Éloge de Molière.)
Gli attori, come classe, dice Bailly, sono tra gli artisti più talentuosi e sensibili e, come tali, meritano l'incoraggiamento e la stima dei loro simili.

### Rapporto di Bailly con il teatro
In tutta questa difesa dell'importanza del teatro, del ruolo attivo degli attori si può rilevare in Bailly, insieme alla verbosità filosofica dell'epoca, il poeta e drammaturgo che a volte stava in Bailly, autore del Clotaire, del′Iphigénie en Taurid e de Le Soupçonneux, amico di La Noue e frequentatore del teatro. Un suo amico e biografo, Mérard de Saint-Just, rivela che «Bailly amava gli spettacoli e i balli dell'opera» e che «abbiamo spesso passato insieme le notti di Carnevale».
Nel 1790, in qualità di sindaco di Parigi, Bailly prese una decisione personale negli affari del teatro, quando saggiamente difese l'attore François-Joseph Talma dopo una rappresentazione del Charles IX di Chénier. C'era stata una lite durante la messa in scena e Bailly fu chiamato a teatro per calmare la folla e risolvere la controversia, scegliendo di permettere la prosecuzione dello spettacolo ma lasciando una guarnigione per difendere il teatro e proteggere Talma. Bailly inoltre servì da solo come giudice d'appello per attori e drammaturghi i cui spettacoli erano stati censurati.
Se le sue opere teatrali sono scomparse (e forse avrebbero potuto mostrare in lui un «Molière mancato»), questo éloge almeno rivela un altro aspetto importante dei suoi interessi.